# La Jungle équatoriale
La Jungle équatoriale – ou Paysage exotique – est un tableau réalisé par le peintre français Henri Rousseau en 1909. Partie des Jungles pour lesquelles l'artiste est particulièrement reconnu, cette huile sur toile naïve représente une jungle où l'on aperçoit deux singes, des fleurs et un oiseau. Elle est aujourd'hui conservée à la National Gallery of Art, à Washington, aux États-Unis.